# Sampangbitung
Sampangbitung is een bestuurslaag in het regentschap Pandeglang van de provincie Banten, Indonesië. Sampangbitung telt 1785 inwoners (volkstelling 2010).